# Johann Joseph Bennen

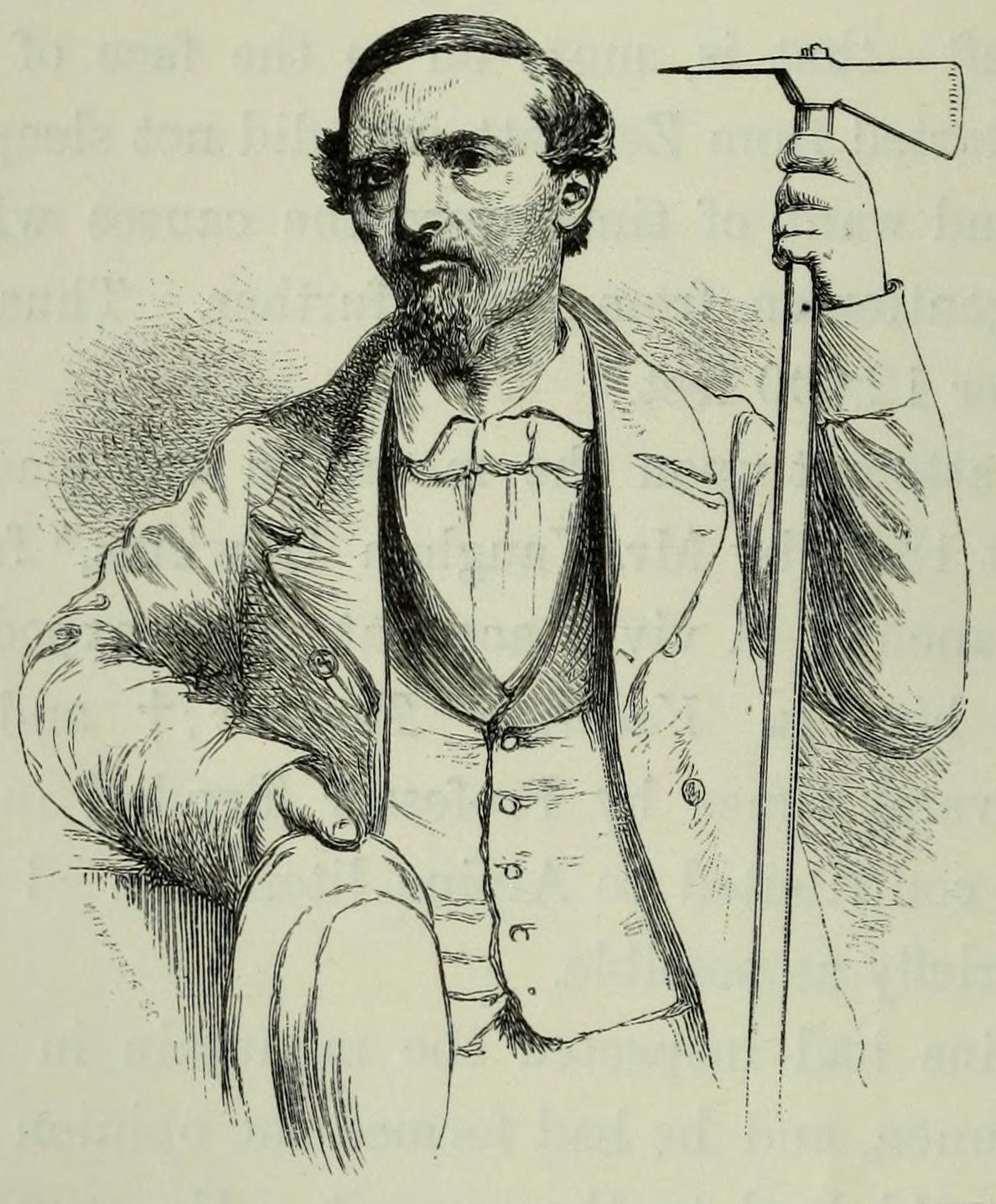
Johann Joseph Bennen

Johann Joseph Bennen, nacido en Steinhaus (cantón suizo del Valais) y fallecido el 28 de febrero de 1864 en el Haut de Cry (montaña en los Alpes berneses), fue un guía de montaña que vivió en Laax, cantón de los Grisones. Como guía, asistió a muchas ascensiones del inglés John Tyndall. 
Participó en la primera ascensión del Aletschhorn, el 18 de junio de 1859 junto con Peter Bohren, V. Tairraz y Francis Fox Tuckett, a través del glaciar Mittelaletsch y las aristas del noreste.
Tyndall, teniendo como guía a Bennen y a Ulrich Wenger, hicieron la primera ascensión del Weisshorn (4.505 m), en agosto de 1861.
Bennen y Tyndall, junto con el también guía Jean Antoine Carrel, intentaron subir el Cervino por la arista del León, alcanzando el Pico Tyndall (4.241 m), en julio del año 1862, tres años antes de la primera ascensión, obra de Edward Whymper.
Falleció en un alud el 28 de febrero de 1864, intentando ascender Haut de Cry. Le habían contratado para llevar a dos clientes a lo alto del Haut de Cry, un francés llamado Boissonnet y un inglés llamado Bossett, que estaba relacionado con la Investigación Topográfica Suiza. No estaba muy seguro de subir con la nieve fresca en esas fechas, pero los guías locales contratados por Bossett le aseguraron que no habría problemas. Cuando intentó ascender por una parte superior a la de los guías locales, oyó el ruido del inicio del alud, y exclamó que todos estaban perdidos. Esto sirvió de aviso a sus compañeros, alguno de los cuales pudo resistir, pero Bennen murió.